# Aharon-Ja’akow Grinberg
Aharon-Ja’akow Grinberg (hebr.:  אהרן-יעקב גרינברג, ang.: Aharon-Ya'akov Greenberg, ur. 15 marca 1900 w Sokołowie Podlaskim, zm. 2 kwietnia 1963) – izraelski polityk, w latach 1949–1951 oraz 1955–1963 poseł do Knesetu z list Zjednoczonego Frontu Religijnego i Narodowej Partii Religijnej.
W wyborach parlamentarnych w 1949 po raz pierwszy dostał się do izraelskiego parlamentu. Zasiadał w Knesetach I, III, IV i V kadencji. Zmarł 2 kwietnia 1963, mandat objął po nim Mosze Kelmer.